# Pedicularis streptorhyncha
Pedicularis streptorhyncha är en snyltrotsväxtart som beskrevs av Tsoong. Pedicularis streptorhyncha ingår i släktet spiror, och familjen snyltrotsväxter. Inga underarter finns listade i Catalogue of Life.